# Augustinerkloster (Dresden)

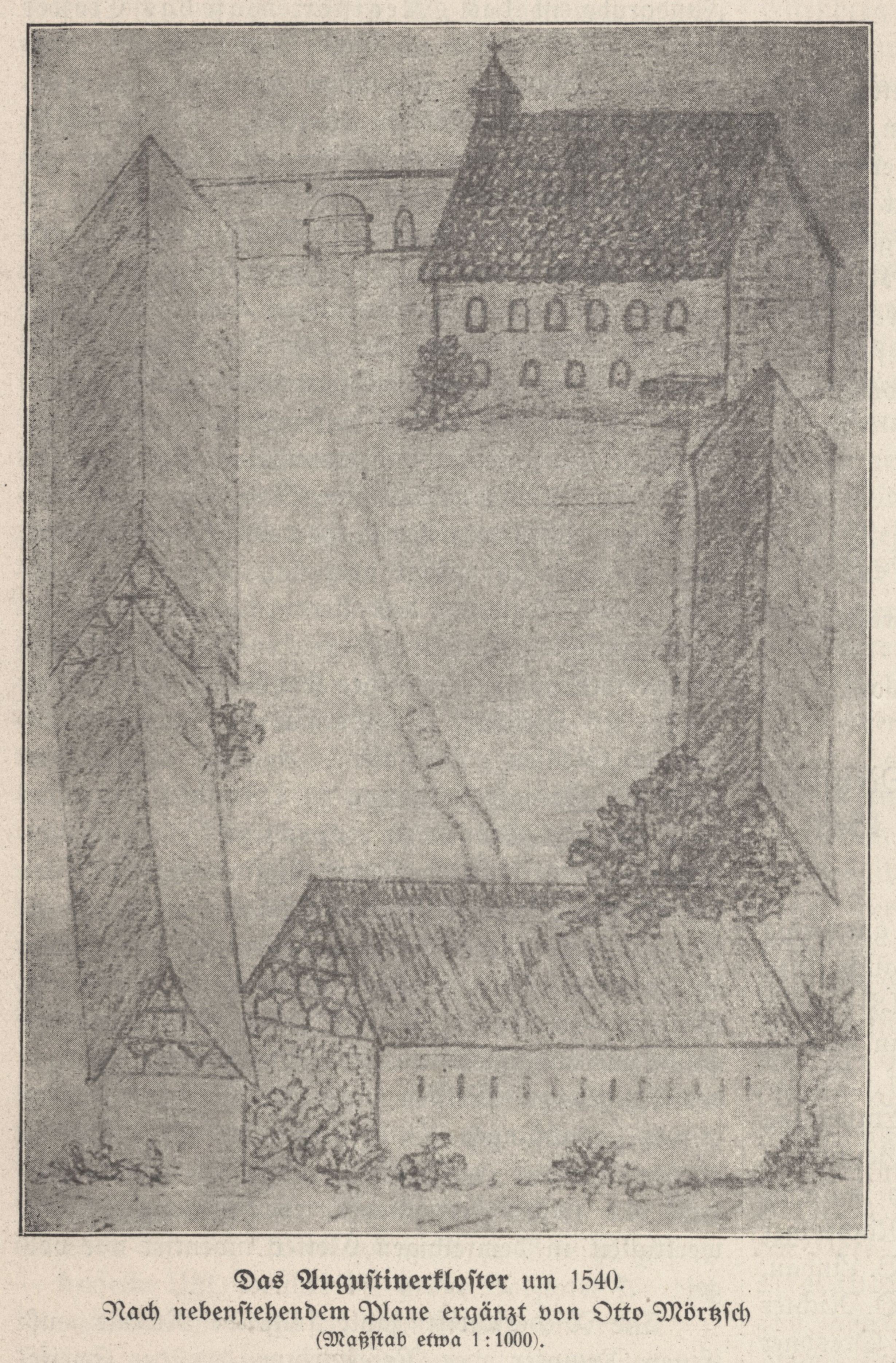
Augustinerkloster um 1540

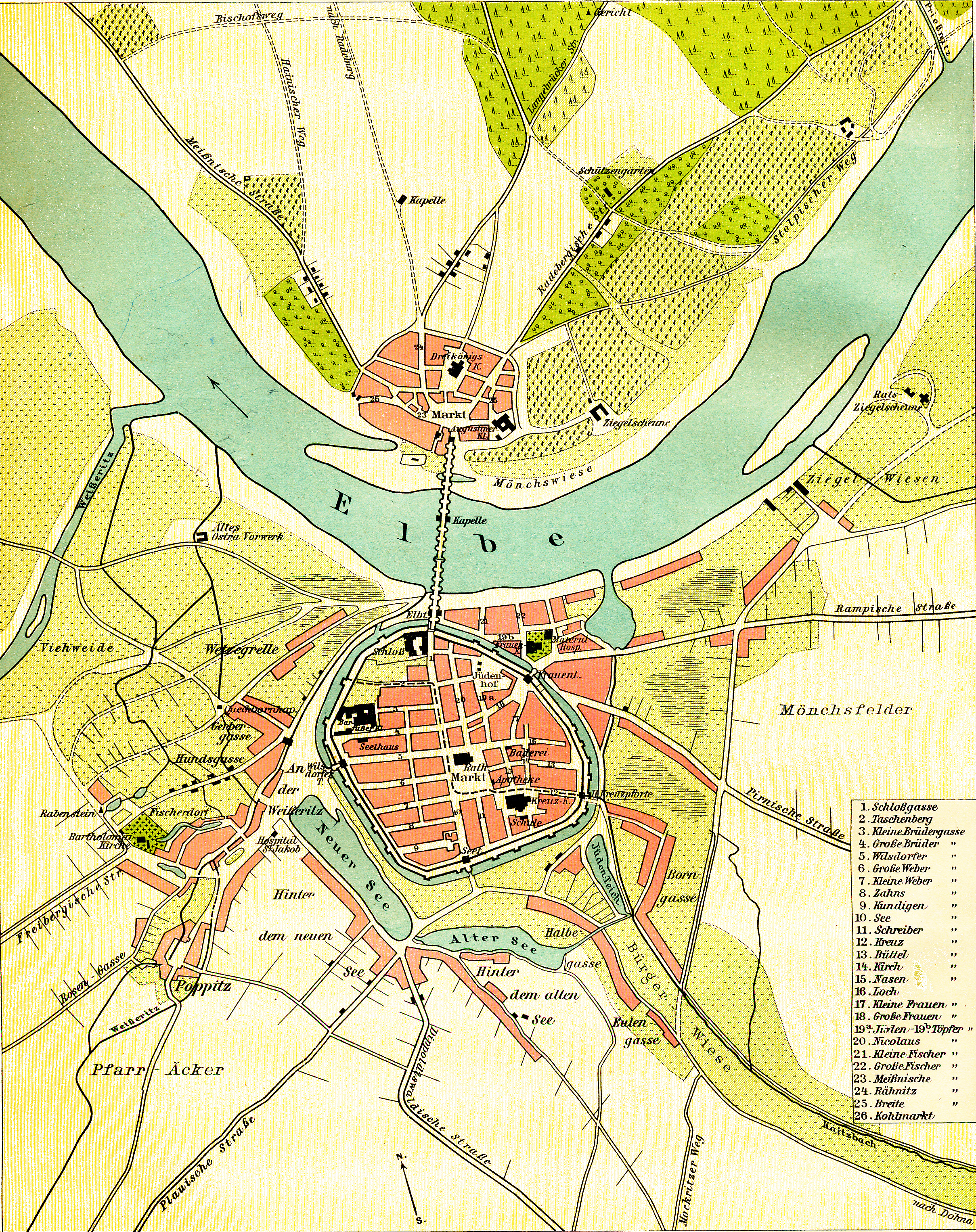
Karte von Dresden und Altendresden um 1500 mit dem Augustinerkloster (Lange-Diercke – Sächsischer Schulatlas, etwa 1930)

Das Dresdner Augustinerkloster wurde im Jahr 1404 durch Markgraf Wilhelm I. in Altendresden gestiftet. Das Kloster lag zwischen der Klostergasse und dem späteren Jägerhof.

## Einkünfte
Das Augustinerkloster war im Gegensatz zu den Dresdner Franziskanern wohlhabend. Wilhelm I. stattete es mit Besitzungen aus, darunter das Dorf Weißig. Später verfügte das Kloster auch über Einkünfte aus Kaditz, Serkowitz, Pieschen, Mickten und Radebeul. Im Dresdner Raum gehörten darüber hinaus den Augustinern Besitzungen in Loschwitz, Blasewitz und am Großen Garten sowie in Dohna. Des Weiteren gehörten dem Kloster bis zum Jahr 1525 die Oberlausitzer Güter Cosel und Sella.

## Geschichte
Als die Hussiten 1429 Altendresden eroberten, brannten sie das Kloster nieder. Im Jahr 1485 erhielten die Augustiner-Eremiten das Patronat über die Dreikönigskirche und die damit verbundene Dreikönigsschule. Bis dahin hatten die Mönche ihre Gottesdienste in der Antoniuskapelle abgehalten, die vor Altendresden lag. Martin Luther inspizierte 1516 in seiner Eigenschaft als Distriktsvikar des Ordens das Kloster.
Herzog Georg der Bärtige verwarnte 1521 das Kloster aufgrund Sympathien mit der reformatorischen Bewegung. Im Jahr 1539 unterwarfen sich die Mönche jedoch den Anordnungen der lutherischen Visitatoren. Der Klosterbesitz ging an die Stadt über oder wurde von Privatpersonen gekauft. Den ehemaligen Mönchen bewilligte der Altendresdner Rat eine Pension bis an ihr Lebensende. Das Kloster trug man 1545 ab, die Steine wurden unter anderem für den Bau der Dresdner Befestigungsanlagen genutzt.